# PPZR Piorun
Die PPZR Piorun (Przenośny Przeciwlotniczy Zestaw Rakietowy Piorun, auf Deutsch: tragbare Flugabwehrraketensatz „Blitzschlag“) ist ein modernes polnisches schultergestütztes Kurzstrecken-Flugabwehrraketensystem.

## Entwicklungsgeschichte
Piorun ist im Wesentlichen eine Weiterentwicklung der PPZR Grom, die in den frühen 2010er-Jahren angestoßen wurde und anfangs die Bezeichnung Grom-M hatte. Insbesondere der Suchkopf, die Lenkalgorithmen, der Annäherungszünder und das Raketentriebwerk wurden grundlegend überarbeitet.
Die Rakete soll widerstandsfähiger gegen elektronische Störmaßnahmen sein, hat bei starken Gegenmaßnahmen aber nur noch eine Trefferwahrscheinlichkeit von 10 %.
Der Lenkflugkörper ist IR-gesteuert und kann gegen eine Vielzahl von Bedrohungen aus der Luft eingesetzt werden, sowohl bei Tag als auch bei Nacht, in einer Entfernung von bis zu 6500 Metern und in Flughöhen zwischen 10 und 4000 Metern. Als Antrieb dient ein Feststoff-Raketenmotor, der gezündet wird, sobald die von einer Gasladung ausgestoßene Rakete einige Meter zurückgelegt hat.
2016 erteilte das polnische Verteidigungsministerium einen Auftrag über 420 Piorun-Starter und 1300 Raketen. Die Auslieferungen begannen im Jahr 2019. Im Jahr 2022 genehmigte Polen die Lieferung von Piorun-Raketen an die Ukraine.

## Einsatz in der Ukraine während der russischen Invasion 2022
Seit dem Beginn des Überfalls Russlands auf die Ukraine am 24. Februar 2022 wurden Piorun-MANPADS an die ukrainischen Streitkräfte ausgeliefert, die mehrere russische Kampfjets (Su-34, Su-25) und Hubschrauber (Mi-24, Ka-52) mit Piorun-Raketen abschießen konnten.

## Verbreitung
- Estland: Im September 2022 wurden 100 MANPADS mit 300 Flugabwehrraketen für die estnischen Streitkräfte bestellt.[7]
- Polen: Im Dezember 2016 wurden 1300 Piorun für die polnischen Streitkräfte bestellt.[8]
- Norwegen: Unbekannte Anzahl im November 2022 bestellt.[9]
- Ukraine: Im Zuge der russischen Invasion in die Ukraine wurde eine große Zahl Pioruns an die ukrainischen Streitkräfte geliefert.[2]
- Vereinigte Staaten: Im Jahr 2022 erfolgte eine Bestellung durch die USA, die Waffen werden an ukrainische Truppen abgegeben.[2][10]